# Isleworth Ait
Isleworth Ait  ist eine tränenförmige Insel oder Werder (engl. Ait) im von den Gezeiten beeinflussten Teil der Themse im London Borough of Hounslow. Die Insel ist 3,5 Hektar groß. 
Isleworth Ait ist stark bewaldet und bietet zahlreichen Tieren eine Heimat. Die Insel wird regelmäßig überflutet, aber es leben 57 verschiedene Vogelarten darunter Baumläufer,  Eisvögel und Reiher auf der Insel. Auch seltene Schnecken, wie die Gemeine Schließmund Schnecke (Balea biplicata) und die Pseudotrichia rubiginosa, sowie verschiedene seltene Käfer kann man hier finden. Die Vielfalt seltener Tierarten macht die Insel zu einer der bedeutendsten Naturschutzgebiete des London Wildlife Trust.  Es ist auch Teil der The River Thames and tidal tributaries Site of Metropolitan Importance for Nature Conservation.
Isleworth Ait war ein historisch ein wichtiger Ort für die Korb-Weide, aus deren Zweigen für Körbe für den Transport von Obst und Gemüse aus Middlesex auf die Märkte in London hergestellt wurde.
Es gab fünf benachbarte Inseln, die jedoch im Laufe der Zeit teilweise durch den Schiffsverkehr zerstört wurden. Der River Crane mündet südlich der Insel in die Themse und der Duke of Northumberland’s River am nördlichen Ende.
Das Metropolitan Water Board kaufte die Insel in den 1930er Jahren vom Duke of Northumberland. Thames Water ist der heutige Besitzer der Insel, über die eine durch eine Leitung eine Einleitung von gesäubertem Wasser aus dem nahegelegenen Klärwerk Mogden Sewage Treatment Works in die Themse erfolgt.
Die Insel wird von den Freiwilligen der Hounslow Gruppe des London Wildlife Trust gepflegt.